# Copaxa anestios
Copaxa anestios är en fjärilsart som beskrevs av Gustav Weymer 1909. Copaxa anestios ingår i släktet Copaxa och familjen påfågelsspinnare. Inga underarter finns listade i Catalogue of Life.